# Elisabeth Brugsma
Petronella Elisabeth „Betsy“ Brugsma (* 1. Januar 1887 in Groningen; † 25. April 1945 im  KZ Ravensbrück) war eine niederländische Psychiaterin und während des Zweiten Weltkrieges aktiv im Widerstand.

## Leben
Betsy Brugsma wurde als Tochter des Juweliers François Albert Lodewijk Brugsma (1852–1935) und von Diederika Alida Berkhout (1863–1936) geboren. Sie wuchs mit ihren Schwestern Maria Johanna Françoise (1885–1973) und Rebecca Pauline Christine (1889–1968) in Groningen auf. Nach der Grundschule und dem Gymnasium studierte sie ab 1906 Medizin an der Universität Groningen. Während des Studiums war sie Mitglied der Groninger Studentinnenvereinigung „Magna Pete“ und 1910–1911 deren Präsidentin. Außerdem gehörte sie 1911 der Redaktion der Studentenzeitschrift Minerva an. Im Jahr 1912 bestand Betsy Brugsma ihr „doctoraalexamen“ und erlangte zwei Jahre später ihren Arzttitel. Sie beschloss, sich auf Psychiatrie zu spezialisieren, und war von 1914 bis 1916 als Assistenzärztin bei Enno Dirk Wiersma, Professor für Psychiatrie und Neuropathologie, an der Universität Groningen tätig. Von 1916 bis 1920 arbeitete sie als Medizinerin im Sanatorium für Nervenpatienten Berkenoord bei Nimwegen mit dem Arzt Arnold Rijpperda Wierdsma zusammen. Im Mai 1921 promovierte sie in Groningen bei Enno Dirk Wiersma mit der Arbeit „Die Verwendbarkeit der Definitionsmethode in der Klinik“ (De bruikbaarheid der definitiemethode in de kliniek).
Nach ihrer Promotion ließ Betsy Brugsma sich als Neurologin in Den Haag nieder, wo sie an der Gründung der „Stichting Onderlinge Polikliniek Bierkade“ beteiligt war. Ihre Praxis befand sich ebenfalls in der Ambulanz der Poliklinik. Als der erste niederländische Soroptimistenclub in Den Haag gegründet wurde, wurde Elisabeth Brugsma im November 1927 umgehend Mitglied. 1938 nahm sie am internationalen Soroptimistenkongress in Atlantic City in den USA teil und wurde ein Jahr später Präsidentin des Den Haager Clubs. Sie setzte sich unter anderem für die Verbesserung der Stellung von Frauen in Wirtschaft und Beruf sowie für die Verbesserung der Wohnmöglichkeiten alleinstehender berufstätiger Frauen ein. Ab 1930 war sie zudem Mitglied der „Nationale Vereniging voor Vrouwenarbeid“.

### Arbeit im Widerstand und Inhaftierung
Nach Beginn des Zweiten Weltkrieges und während der Besetzung der Niederlande war Betsy Brugsma Mitglied des „Medisch Contact“, einer Widerstandsorganisation von Ärzten. Als Neurologin legte sie für jüdische Menschen und Männer, die zum Zwangsarbeitseinsatz in Deutschland einberufen wurden, ärztliche Bescheinigungen mit falschen Diagnosen vor. Sie instruierte die Beteiligten auch darüber, wie sie bei den deutschen Kontrollen die in den Attesten genannten Krankheiten vortäuschen sollten und rettete so viele junge Niederländer vor der Zwangsarbeit. 1943 geriet sie zusammen mit anderen Ärzten kurzzeitig in Gefangenschaft, stellte danach aber weiter Zertifikate aus.
Am 18. Juli 1944 wurde Betsy Brugsma von der Gestapo im Oranjehotel in Scheveningen eingesperrt und am 23. Juli 1944 ohne Verurteilung in das KZ Herzogenbusch deportiert. Als im September 1944 das Lager vor den heranrückenden alliierten Armeen geräumt wurde, wurde sie mit vielen anderen weiblichen Häftlingen in das Frauenlager KZ Ravensbrück in Deutschland transportiert. Dort war sie als Ärztin in der sogenannten Krankenpflege eingesetzt, bis sie sich weigerte, an medizinischen Experimenten an Mithäftlingen teilzunehmen und wie die anderen Gefangenen zur Arbeit eingesetzt wurde. Im Februar 1945 wurden Betsy Brugsma und zweihundert weitere Niederländerinnen zur Arbeit in das KZ Uckermark verlegt, ein Außenlager von Ravensbrück. Bei ihrer Rückkehr vier Wochen später war sie schwer erkrankt und litt an Ruhr und Typhus. Als das Lager am 24. April durch das Schwedische Rote Kreuz erreicht wurde, war ihr Zustand bereits so schlecht, dass sie nicht mehr ansprechbar oder transportfähig war. Ihr Todesdatum wurde offiziell auf den 25. April 1945 festgelegt.

## Ehrungen und Gedenken
- In Den Haag wurde der „Elisabeth Brugsmaweg“ nach ihr benannt, in Leiden die „Elisabeth Brugsmastraat“, die „Elisabeth Brugsmapromenade“ in Utrecht und die „Petronella Brugsmastraat“ im östlichen Stadtbezirk Maaswijk von Spijkenisse.
- Die Haager Soroptimisten gründeten 1947 die Brugsmastichting (Elisabeth-Brugsma-Stiftung) mit dem Ziel, Wohnraum für alleinstehende, berufstätige Frauen zu schaffen.
- 1952 wurde eine Gedenktafel aus gebranntem Ton mit einem Reliefporträt von Petronella Elisabeth Brugsma an ihrer ehemaligen Praxis an der Bierkade 1 in Den Haag durch ihre Schwester Maria Johanna Françoise Schilthuis-Brugsma enthüllt.[1][3]
- 1957 wurde auf Initiative der Elisabeth-Brugsma-Stiftung am „Elisabeth Brugsmaweg“ in Den Haag mit der Elisabeth Brugsma-Wohnung der erste Wohnungraum für alleinstehende berufstätige Frauen eingeweiht. Nach dem Abriss des Gebäudes an der Bierkade wurde die Gedenktafel an die Elisabeth Brugsma-Wohnung verlegt, wo er anlässlich des zehnjährigen Jubiläums wieder enthüllt wurde.
- Elisabeth Brugsmas Name wurde 1960 in die Ehrenliste in der Halle des Abgeordnetenhauses in Den Haag zum Gedenken an die im Zweiten Weltkrieg Gefallenen aufgenommen.
- Im Jahr 1982 wurde Elisabeth Brugsma posthum das „Verzetsherdenkingskruis“ (Widerstands-Gedenkkreuz) verliehen.[1]